# ユディトのベツリアへの帰還
『ユディトのベツリアへの帰還』（ユディトのベツリアへのきかん、伊: Il Ritorno di Giuditta a Betulia, 英: The Return of Judith to Bethulia）は、イタリアの盛期ルネサンスの巨匠サンドロ・ボッティチェッリが1469年から1470年ごろに制作した絵画である。テンペラ画。主題は『旧約聖書』「ユディト記」で語られている古代イスラエルの女傑ユディトの伝説から取られている。ボッティチェッリ初期の小品で、対作品『ホロフェルネスの遺骸の発見』（La Scoperta del cadavere di Oloferne）とともに、トスカーナ大公妃ビアンカ・カッペッロの所有した絵画であったことが知られている。現在はフィレンツェのウフィツィ美術館に所蔵されている。またオハイオ州シンシナティのシンシナティ美術館にほぼ同じサイズのヴァリアントが所蔵されている。

## 主題
「ユディト記」によると、ユディトはベツリアに住む美しい未亡人で、唯一神に対する篤い信仰心の持ち主であった。
アッシリアの王ネブカドネザル2世はメディア王国との戦争に勝利したのち、協力しなかったイスラエルをふくむ地中海東岸の諸都市を滅ぼすため、司令官ホロフェルネスに大軍を与えて派遣した。ホロフェルネスは多くの諸都市を攻略したのち、イスラエルに迫り、ベツリアを包囲して水源を絶った。前線となった町の指導者オジアスは降伏を決意したが、ユディトはオジアスと人々を励ました。ユディトは身なりを整えたのち、召使の女を連れてホロフェルネスの陣営に赴き、ホロフェルネスに行軍の道案内を申し出た。美しいユディトは歓迎され、彼女を口説こうとするホロフェルネスの酒宴に呼び出された。しかしホロフェルネスは彼女に魅了されて泥酔してしまった。そこでユディトはホロフェルネスの剣で彼の首を切り離し、遺体をベッドから転がし落とした。そして召使が首を食糧の袋に入れると、彼女とともにベツリアに帰還した。

## 作品

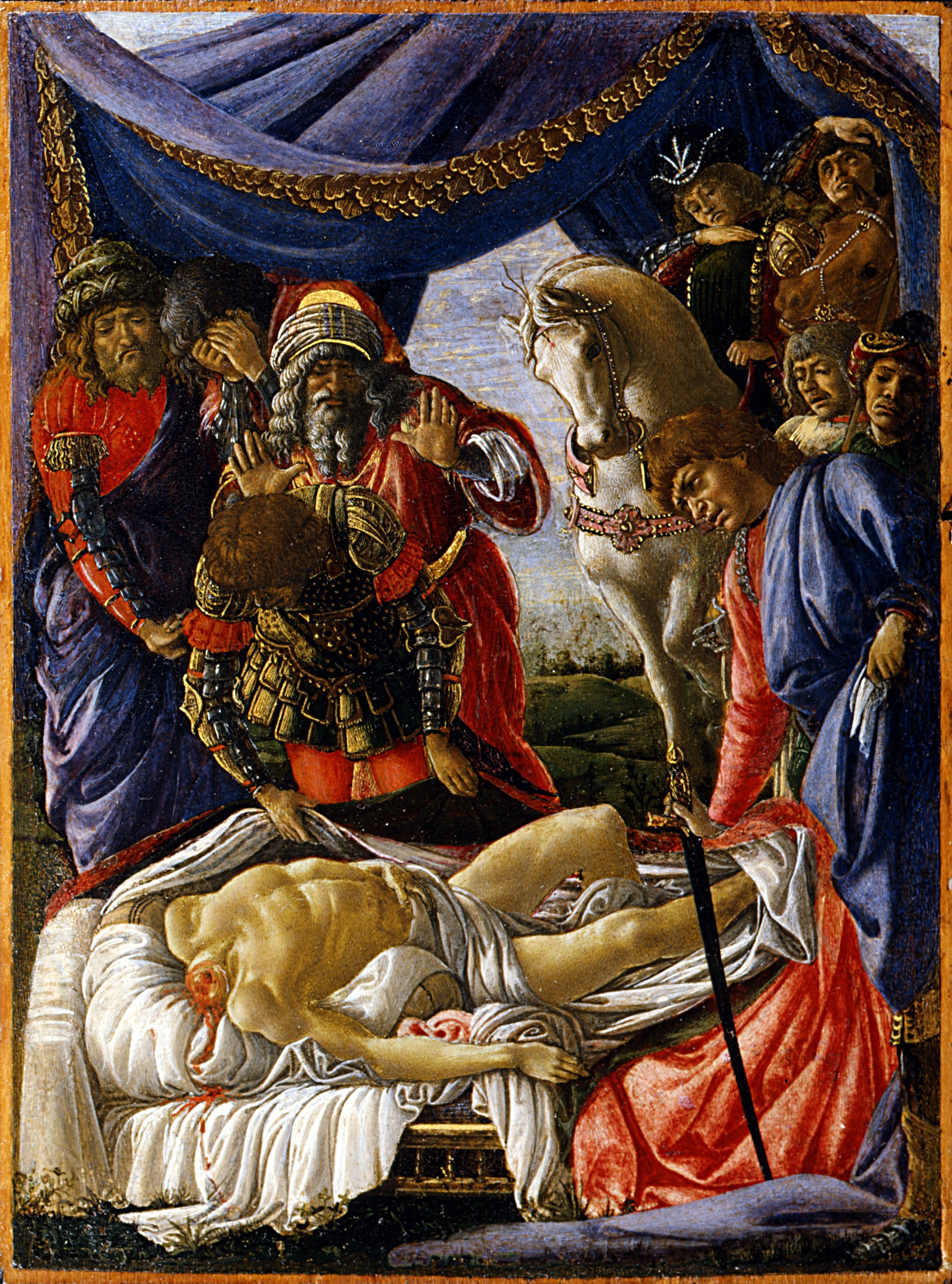
対作品『ホロフェルネスの遺骸の発見』。ウフィツィ美術館所蔵。

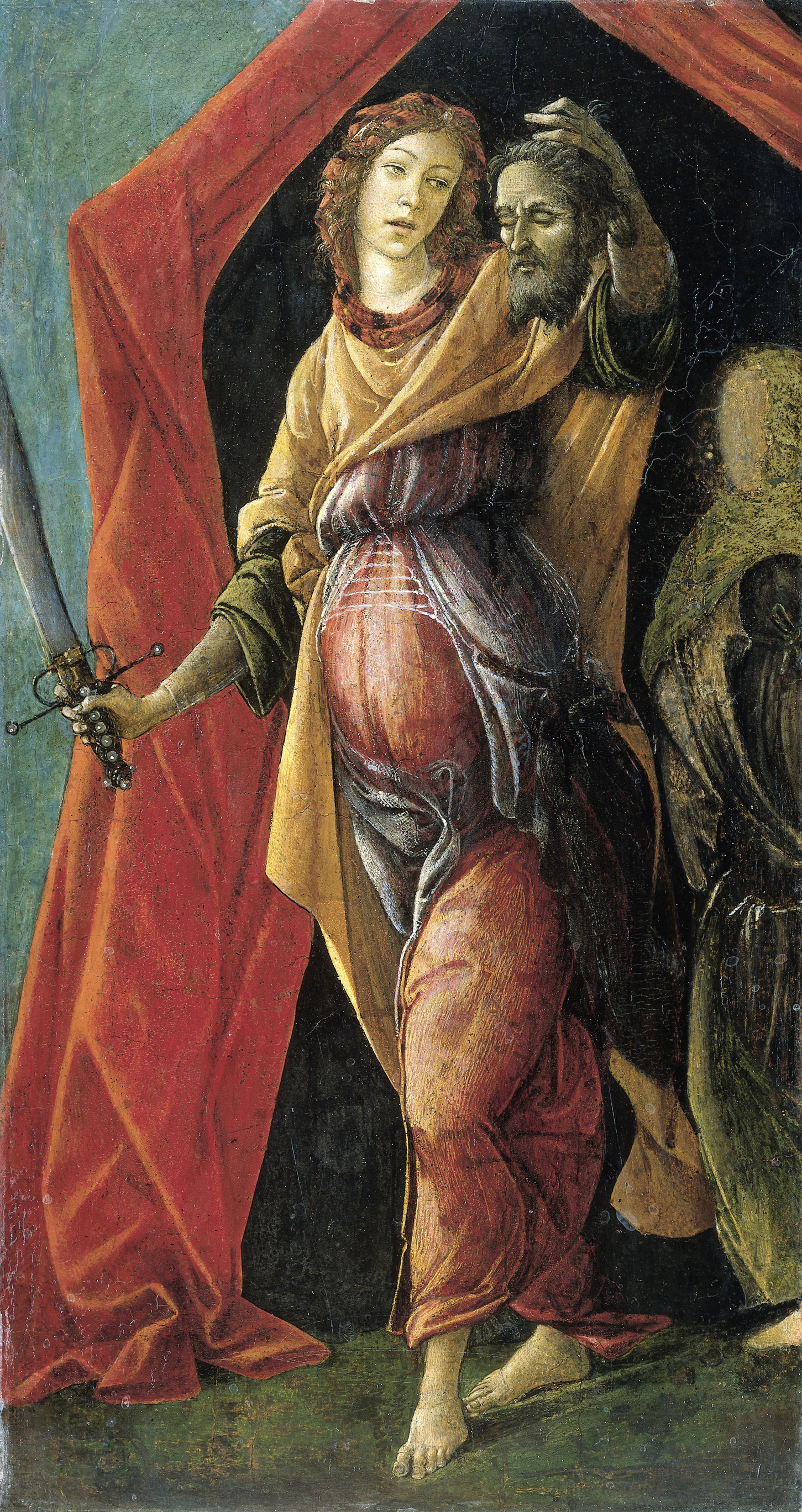
晩年の『ホロフェルネスの頭を持つユディト』。1500年から1510年ごろ。アムステルダム国立美術館所蔵。

ユディトは夜明けの明るさのもと、故郷のベツリアへと向かって足早に歩いている。彼女の右手には血に濡れたホロフェルネスの剣が握られており、左手には彼女がイスラエルにもたらす平和の象徴であるオリーブの枝が揺れている。ユディトの背後には召使の女がつき従っている。彼女は頭上に盆を乗せ、その上にホロフェルネスの首が入った袋を置いているが、袋の口が開いているため、鑑賞者はホロフェルネスの首を確認することができる。画面右の背景にはベツリアの城壁があり、城門が開いてアッリシア軍と戦うために進軍するイスラエル軍の様子が描かれている。もう一方の絵画『ホロフェルネスの遺骸の発見』では、ホロフェルネスの首のない遺体がテント内で発見される様子が描かれている。
師であるフィリッポ・リッピがスポレートに移住したのちに制作された作品で、フィリッポ・リッピに加えて、アンドレア・デル・ヴェロッキオや、アントニオ・デル・ポッライオーロおよびピエロ・デル・ポッライオーロの影響が表れている。両作品では特に後の『プリマヴェーラ』（Primavera）の優雅さと線形主義を先取りしたポッライオーロ兄弟の影響が指摘されている。
作品の雰囲気は静けさと穏やかさがあり、夜明けの色彩は明るく、軽やかな衣文表現は光の中に溶け込んでいる。ボッティチェッリは作品の中で一瞬の静と動を絶妙なバランスで表現している。すなわちユディトは前方に歩を進める中で一瞬動きを止めて、鑑賞者のほうに身体の向きを変えている。そこにはわずかなメランコリックと、それ以上に自らを勝利者として誇示する姿がある。
小型の作品にもかかわらず、その描写は細密画のように繊細かつ微細である。これはカッソーネのような家具を装飾するために用いたものではなく、普段大切にしまわれ、特別な機会に間近で眺めたり、知人に見せるために使用することを目的としたことによると考えられている。
板絵はわずかに反っており、表面はやや磨耗しているように見えるが、保存状態は良好である。

## 来歴
制作経緯や初期の来歴は不明であるものの、すでに16世紀後半の史料に対作品『ホロフェルネスの遺骸の発見』とともに確認することができる。1584年に詩人・美術評論家のラファエロ・ボルギーニは著書『絵画と彫刻の休息』（Il Riposo）の中で両作品について言及しており、それによると当時絵画を所有していたのは彫刻家・美術収集家のロドルフォ・シリガッティであり、彼は絵画をヴェネツィア貴族のカッペッロ家の出身で、トスカーナ大公フランチェスコ1世・デ・メディチと結婚したビアンカ・カッペッロに献上したという。そのころビアンカ・カッペッロは「古い絵画や彫刻がはめこまれていた書斎を飾りつけようとしており、まさにこのボッティチェッリの小品が、他の作品と並べて飾るのに適していた」というのが献上した理由であった。当時、両作品は二連画として彫刻と金箔が施されたクルミ材の額縁に収められていた。1587年にビアンカが死去すると、絵画は翌1588年に息子のアントニオ・デ・メディチに相続され、メディチオ・ディ・サン・マルコ小邸宅のコレクションに加わった。1633年にウィツィ宮殿に収蔵されたのち、背中合わせの形に額装された。現在、両作品は分離され、額装されていない状態のままガラスケースの中で展示されている。

## シンシナティ版
オハイオ州のシンシナティ美術館にほぼ同時代のヴァリアント『ホロフェルネスの頭を持つユディト』（The Judith with the Head of Holofernes）が所蔵されている。サイズもほぼ同じであるが、高さ29.2センチ、横幅21.6センチと、シンシナティ版のほうがわずかに小さい。絵画の保存状態などの理由からボッティチェッリの真筆性がしばしば疑問視されているが、近年の調査によりボッティチェッリを思わせる下絵の存在が明らかとなったほか、損傷を受けていない箇所は1460年代後半から1470年代初頭のボッティチェリ作品との比較にも堪えうることが指摘されている。

## ギャラリー

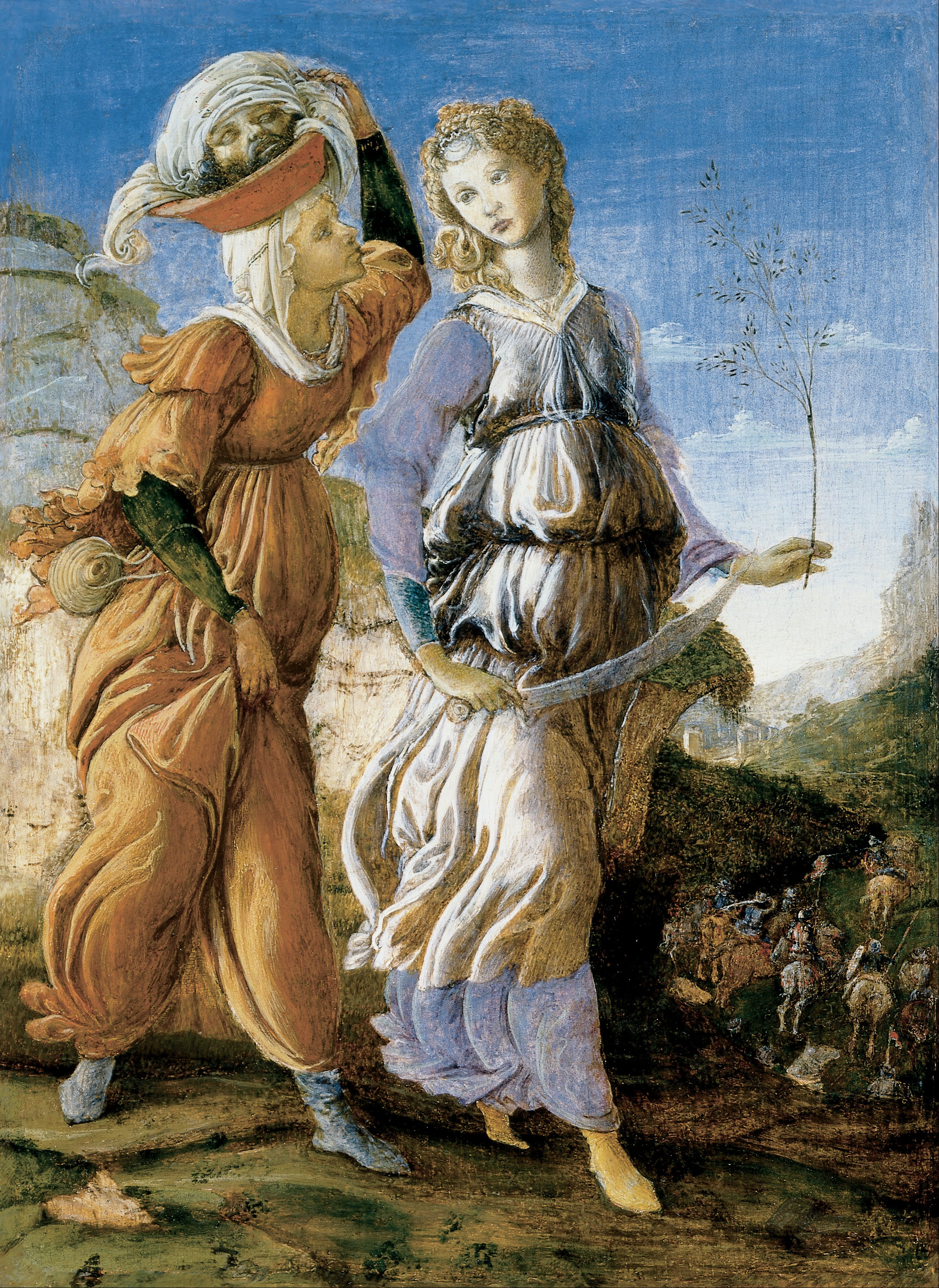
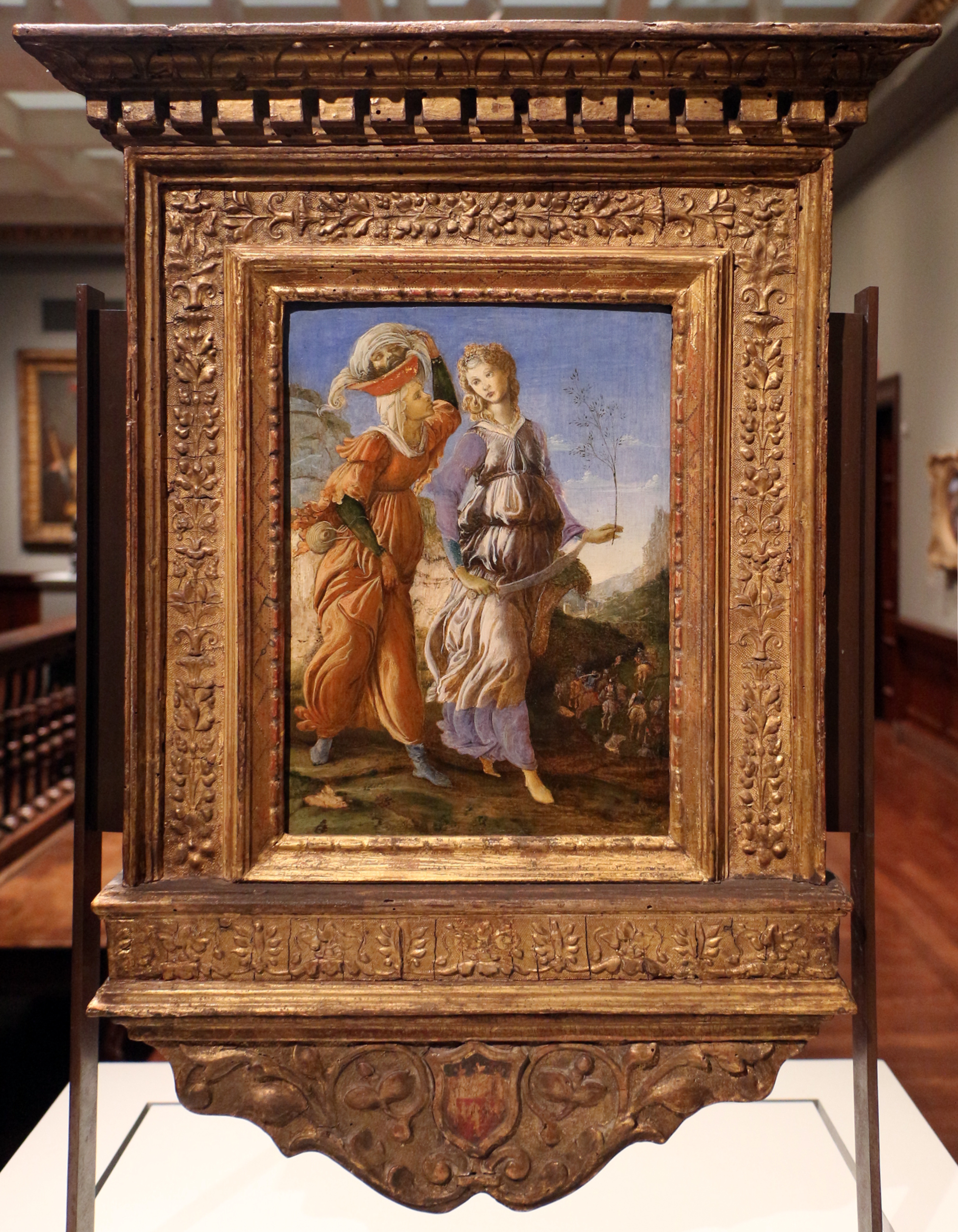
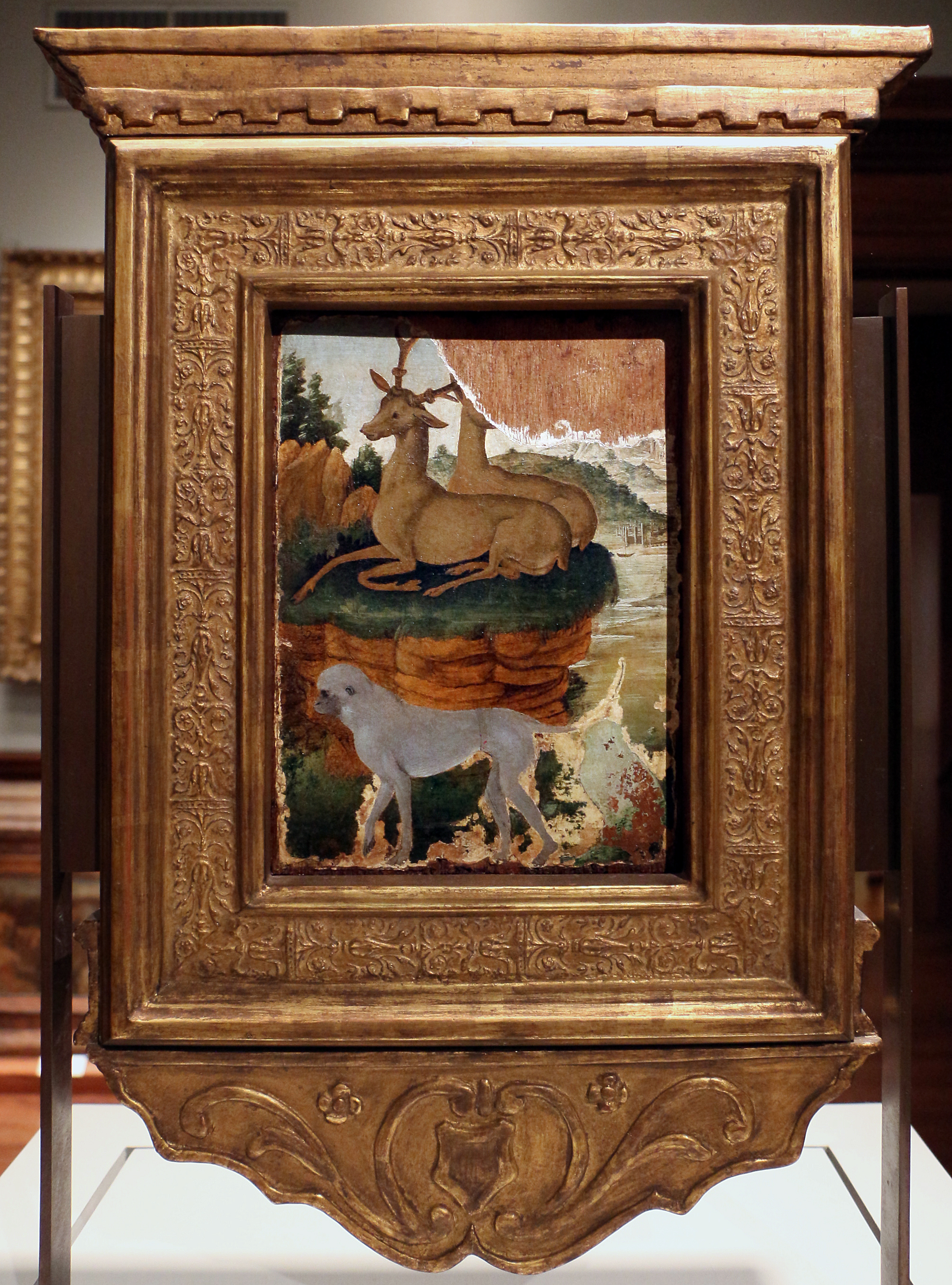

シンシナティ美術館のバージョン